# 伯澤伊登豪特
伯澤伊登豪特（荷蘭語：Bezuidenhout，荷蘭語發音：[bəˈzœy̯də(n)ˌɦʌut]）是海牙市內的的一個社區，屬於哈赫瑟豪特行政區轄下，坐落在海牙森林南側，因而得名。